# بطولة ويمبلدون 1990
هنا قائمة ببطولات ويمبلدون سنة 1990:

## الكبار

### فردي رجال
ستيفان إدبرغ هزم  بوريس بيكر 6-2 6-2 3-6 3-6 6-4

### فردي سيدات
مارتينا نافراتيلوفا هزم  زينا غاريسون 6-4 6-1

### زوجي رجال
ريك ليتش و جيم بغ هزم  بيتر الدريش و داني فايزر 7-6(7-5) 7-6(7-4) 7-6(7-5)

### زوجي سيدات
يانا نوفوتنا و هيلينا سوكوفا هزم  كاثي جوردان و إليزابيث سمايلي 6-4 6-1

### زوجي مختلط
ريك ليتش و زينا غاريسون هزم  جون فيتزجرالد و إليزابيث سمايلي 7-5 6-2

## الشباب

### فردي أولاد
ليندر بايز هزم  ماركوس أوندروسكا 7-5 2-6 6-4

### فردي بنات
أندريه ستراندوفا هزم  كيرايلي شارب 6-2 6-4

### زوجي أولاد
سيباستيان لاروا و سيباستيان ليبلانك هزم  كلينتون مارش و ماركوس أوندروسكا 7-6(7-5) 4-6 6-3

### زوجي بنات
كارين هابسودوفا و أندريه ستراندوفا هزم  نيكول برات و كيرايلي شارب 6-3 6-2